# Mesobuthus bogdoensis
Mesobuthus bogdoensis (лат.) — вид скорпионов семейства бутиды, ранее считавшийся подвидом пёстрого скорпиона Mesobuthus eupeus.

## Описание
Скорпионы небольших размеров с половым диморфизмом: взрослые самцы достигают длины 3,8 см, в то время как самки вырастают до 4,5 см. Кроме того, педипальпы самцов имеют немного более закрученные пальцы. Клешни несколько более чем в 3 раза длиннее своей ширины. На нижней стороне тела расположены гребневидные органы с 22 зубчиками у самок и 25—27 — у самцов. Педипальпы и метасома покрыты редкими волосками (трихоботриями). На конце метасомы находится удлинённый тельсон с ядовитым аппаратом. Анальная лопасть разделена на две части. Окрашен скорпион в желтовато-коричневые тона, с более тёмными карапаксом и тергитами. Хелицеры жёлтые.

## Распространение
Известен из Нижнего Поволжья в Саратовской (самая северная популяция скорпионов в Европе), Волгоградской и Астраханской областях, из Оренбургской области, а также из Казахстана.

## Образ жизни
В Саратовской области селится на меловых выходах, крутых обрывистых берегах и примыкающих склонах с разреженной ксерофитной растительностью. Активен ночью и в сумерках. Днём прячется в расщелинах или в норках под камнями. Питается пауками и мелкими насекомыми. В июле — начале августа самка производит на свет от 8 до 14 детёнышей, которых 2—3 недели после этого охраняет в гнезде. В конце сентября скорпионы уходят на зимовку и пробуждаются во второй половине мая. Продолжительность жизни в неволе до 3—5 лет. Укол ядом воспринимается схоже с ужаливанием осы.

## Природоохранный статус
Занесён в Красные книги Волгоградской, Астраханской (как M. eupeus) и Саратовской (как Buthus occitanus) областей.